# 강변로 (원주시)
강변로(Gangbyeon-ro)는 강원특별자치도 원주시 단구동 영서고삼거리에서 원주시 태장동  강변교삼거리 를 잇는 강원특별자치도의 도로이다.

## 주요 경유지
강원특별자치도
- 원주시 (단구동 . 개운동 . 원인동 . 학성동 . 태장동)

## 노선
| 이름         | 접속 노선             | 소재지 | 소재지 | 비고 |
| ------------ | --------------------- | ------ | ------ | ---- |
| 영서고삼거리 | 국도 제5호선 (치악로) | 원주시 | 단구동 |      |
| 동부교사거리 | 동부순환로            | 원주시 | 단구동 |      |
| 병영교사거리 | 단구초교길            | 원주시 | 단구동 |      |
| 월운정사거리 | 늘품로                | 원주시 | 단구동 |      |
| 치악교사거리 | 행구로                | 원주시 | 개운동 |      |
| 개봉교사거리 | 개봉교길              | 원주시 | 개운동 |      |
| 원주교오거리 | 치악로                | 원주시 | 원인동 |      |
| 태학교사거리 | 천사로                | 원주시 | 학성동 |      |
| 강변교       |                       | 원주시 | 태장동 |      |
| 강변교삼거리 | 현충로                | 원주시 | 태장동 |      |

## 주요 건물 및 시설
- 단구119지역센터 (강변로 255/단구동 195-1)
- 단관지구대 (강변로 263/단구동 200-1)
- HD현대오일뱅크 강변주유소 (강변로 283/단구동 211-6)